# Macrolobium rigidum
Macrolobium rigidum är en ärtväxtart som beskrevs av John Macqueen Cowan. Macrolobium rigidum ingår i släktet Macrolobium och familjen ärtväxter. Inga underarter finns listade i Catalogue of Life.